# Centennial Regional High School
Centennial Regional High School (CRHS, em francês:  École secondaire régionale Centennial) é uma escola pública co-educacional localizada no bairro Greenfield Park de Longueuil, um subúrbio de Montreal no Quebec, Canadá. Foi inaugurada em 1972 e nomeada para comemorar o centenário da Confederação do Canadá. Mais de 300 estudantes se formam a cada ano. O corpo discente da escola é culturalmente diverso. No ano de 2011-2012, a escola adotou um sistema de casa, em uma tentativa de aumentar o espírito da escola. Anteriormente, era uma parte do Conselho Escolar Regional protestante "South Shore".

## Historia
Foi inaugurado em 1972 como o segundo grau regional do conselho South Shore protestante. Foi construído dentro do conselho escolar Longueuil apesar de ter sido construído fisicamente em Greenfield Park. Roderick MacLeod e Mary Anne Poutanen, autores de uma reunião do povo, conselhos escolares e protestantes de comunidades em Quebec, 1801-1998, escreveu que isso causou "ressentimento" dentro dos conselhos escolares que compunham a diretoria regional, embora a colocação da escola foi "concebido como uma espécie de compromisso".

## Programas e serviços
- Middle School Program
- Talented and Gifted Program
- Liberal Arts Program
- Post-Immersion (French Mother Tongue) Program
- English Program
- Business and Career Education
- Creative & Performing arts
- Languages/ Language arts
- Mathematics, Science and Technology
- Personal Development
- Social Sciences
- Student Support center
- WOTP Program

## Alunos notáveis
- Elisha Cuthbert, atriz de cinema de televisão

- Steven Crowder, comediante, ator, colaborador da Fox News.

- Patrick Kwok-Choon, ator de cinema, televisão e ator de teatro.

- Tod Fennell, ator de cinema e de televisão.

- Elias Koteas, ator de cinema e de televisão

- Jamie Orchard, âncora de notícias de televisão actual for Global Montreal.

- Jonathan "Jon" Lajoie, ator de televisão e comediante stand-up.